# Fort Corblets
Fort Corblets ist die Ruine eines viktorianischen Küstenforts auf einer nach Norden weisenden Halbinsel im Nordosten der Kanalinsel Alderney. Es gehört zu den Eastern Forts und wurde in den 1850er-Jahren angelegt.
Das Fort war mit 13 Kanonen in 4 Batterien ausgestattet. Es war mit 59 Mann besetzt.